# National (marca)
National (en japonés: ナショナル, Nashonaru) fue una marca usada por Panasonic Corporation (antiguamente Matsushita Electric Industrial Co., Ltd.) para vender electrodomésticos, electrodomésticos personales y electrodomésticos industriales.

## Historia
Antes de que la actual Panasonic produjera electrodomésticos con el nombre, la marca National fue utilizada por primera vez por la empresa eléctrica de Kōnosuke Matsushita para vender sus lámparas de bicicleta alimentadas por baterías, con la esperanza de que fueran un producto utilizado por todo Japón, de ahí el nombre "National". Podría decirse que fue la primera marca conocida de productos electrónicos japoneses.
Anteriormente, National era la marca principal de la mayoría de los productos Matsushita, incluidos audio y video, y se combinó en 1988 como National Panasonic después del éxito mundial del nombre Panasonic.
Después de 1980 en Europa y 1988 en Australia y Nueva Zelanda, Matsushita dejó de utilizar la marca "National" y vendió productos audiovisuales exclusivamente bajo las marcas Panasonic y Technics. Matsushita nunca usó oficialmente el nombre National en los Estados Unidos, debido a que National Electronics ya utiliza la marca registrada. La marca hizo una breve aparición en 2003 en ollas arroceras, picadoras de carne y un puñado de pequeños electrodomésticos de cocina. Además, se importaron ollas arroceras National para su venta en muchos mercados asiático-americanos.
National era muy conocida en toda Asia como un fabricante de renombre de electrodomésticos, como ollas arroceras. En 2004, la marca "National" se eliminó gradualmente en Asia, el penúltimo mercado en el que se utilizó, y la mayoría de los productos pasaron a llamarse Panasonic después de que la empresa decidiera unificar todos sus negocios bajo la marca Panasonic para lograr un mayor reconocimiento.

## Fabricación de bicicletas

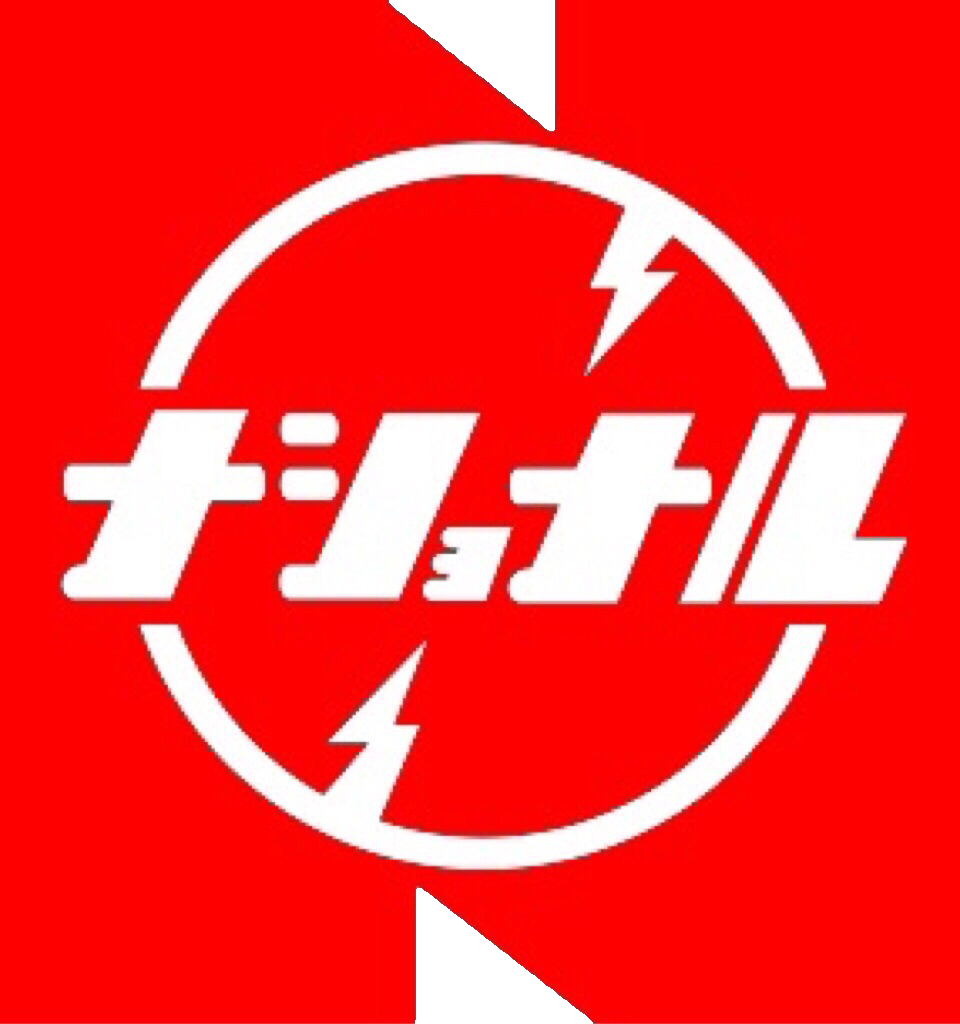
La marca N de National se suspendió en Japón en 1987; Fuera de Japón, "ナショナル" es reemplazado por la tipografía "National" en Helvetica.

Las bicicletas National se importaron a Estados Unidos con la etiqueta Panasonic. La marca era conocida por producir bicicletas de alta calidad a un precio relativamente bajo, como resultado de un grado muy alto de automatización de la fábrica y, como resultado, una fuerza laboral baja con el consiguiente ahorro en salarios y beneficios. Uno de sus modelos presentaba el inusual sistema de rueda libre delantera Shimano.

## Campañas publicitarias
- En 1960, National lanzó una serie de tokusatsu, coproducida por Toei, llamada National Kid, en un claro esfuerzo de merchandising. La serie no fue popular en su mercado local, pero alcanzó un estatus de culto en Brasil.[1]
- En 1976, la banda sueca ABBA filmó algunos anuncios promocionando National. Fueron transmitidos en Europa occidental (Bélgica, Francia, Países Bajos, Suiza y Alemania Occidental), Australia, Nueva Zelanda, Japón, Filipinas y Tailandia.[2]
- En 1978, el dúo de J-pop Pink Lady apareció en varios comerciales promocionando el aire acondicionado de National y la radio transistor portátil Pepper.

## Galería
|                                                                          |
| Antiguo aire acondicionado National, junto a otro de la marca Panasonic. |

|                               |
| Grabadora National Panasonic. |

|                                    |
| Horno microondas National NE-6100. |

|                                                 |
| Linterna de la marca "National" de los años 70. |